# Sorgenti della Muzzetta
Sorgenti della Muzzetta este o arie protejată (arie specială de conservare — SAC, sit de importanță comunitară — SCI) din Italia întinsă pe o suprafață de 136 ha, integral pe uscat.

## Localizare
Centrul sitului Sorgenti della Muzzetta este situat la coordonatele 45°27′37″N 9°21′53″E / 45.460278°N 9.364722°E.

## Înființare
Situl Sorgenti della Muzzetta a fost declarat sit de importanță comunitară în iunie 1995 pentru a proteja 25 de specii de animale. Situl a fost protejat și ca arie specială de conservare în iulie 2016.

## Biodiversitate
Situată în ecoregiunea continentală, aria protejată conține 5 habitate naturale: Fânețe de joasă altitudine (Alopecurus pratensis, Sanguisorba officinalis), Păduri aluvionare cu Alnus glutinosa și Fraxinus excelsior (Alno-Padion, Alnion incanae, Salicion albae), Cursuri de apă de la nivel de câmpie la nivel montan, cu vegetație Ranunculion fluitantis și Callitricho-Batrachion, Ape puternic oligomezotrofe cu vegetație bentonică cu Chara spp., Lacuri eutrofice naturale cu vegetație de tip Magnopotamion sau Hydrocharition.
La baza desemnării sitului se află mai multe specii protejate:
- păsări (22): pescăruș albastru (Alcedo atthis), rață mare (Anas platyrhynchos), ciuf-de-pădure (Asio otus), cucuvea (Athene noctua), șorecarul comun (Buteo buteo), Cettia cetti, erete vânăt (Circus cyaneus), prepeliță (Coturnix coturnix), cuc (Cuculus canorus), ciocănitoare pestriță mare (Dendrocopos major), vânturel roșu (Falco tinnunculus), stârc pitic (Ixobrychus minutus), capîntortură (Jynx torquilla), sfrâncioc roșiatic (Lanius collurio), becațină mică (Lymnocryptes minimus), codobatura galbenă (Motacilla flava), grangur (Oriolus oriolus), ciocănitoarea verde (Picus viridis), cristei de baltă (Rallus aquaticus), mărăcinar negru (Saxicola torquatus), huhurez mic (Strix aluco), nagâț (Vanellus vanellus)
- amfibieni (2): Rana latastei, Triturus carnifex
- nevertebrate (1): Austropotamobius pallipes

Pe lângă speciile protejate, pe teritoriul sitului au mai fost identificate 28 de specii de plante, 2 specii de amfibieni, 9 specii de mamifere, 1 specie de pești, 6 specii de reptile.